# Eve Polycarpou
Eve Polycarpou (Brighton, ...) è un'attrice, cantante e chitarrista britannica di origine cipriota. Nella sua attività di attrice usa lo pseudonimo Eve Adam. Fa parte del duo Martha and Eve, in passato noto come Donna & Kebab e poi donna & kbb.

## Attrice
La sua attività di attrice alterna cinema (Il ritorno delle aquile), televisione (in produzioni BBC, Channel 4, Sky, Thames Television, Associated Television) e teatro (con produzioni del Royal National Theatre, del Leicester Haymarket Theatre, della Royal Academy Of Music, del Bubble Theatre). Ha anche recitato in alcuni musical, tra cui In the Heights.

## Cantante e musicista
Dal 1990 fa parte, assieme a Martha Lewis di un duo, Martha and Eve. Inizialmente, negli anni '80, si chiamava Donna & Kebab, ed era un duo di attrici comiche che nei loro sketch spesso utilizzavano canzoni. Il duo di attrici si trasformò poi in un duo prettamente musicale, dapprima come donna & kbb, poi affiancando a questo nome quello attuale ed infine, dal 2004, esclusivamente come Martha and Eve.